# 2004 KV18
2004 KV18 è un asteroide troiano del pianeta Nettuno; è stato scoperto nel 2004. Presenta il medesimo periodo orbitale di Nettuno, ed orbita nel punto lagrangiano L5 della sua orbita, circa 60° in ritardo rispetto al pianeta.
Nonostante ciò la sua classificazione è incerta, in quanto secondo diversi studi, a causa della sua elevata eccentricità, potrebbe modificare la sua orbita su scale di tempi relativamente brevi, dell'ordine dei 100.000 anni.